# زیروباد
زیرآباد (به لاتین: Zerobod) یک منطقهٔ مسکونی در تاجیکستان است که در ولایت سغد واقع شده‌است.